# (16102) Barshannon
(16102) Barshannon est un astéroïde de la ceinture principale.

## Description
(16102) Barshannon est un astéroïde de la ceinture principale. Il fut découvert le 4 novembre 1999 à Socorro (Nouveau-Mexique) par le projet LINEAR. Il présente une orbite caractérisée par un demi-grand axe de 2,41 UA, une excentricité de 0,13 et une inclinaison de 2,0° par rapport à l'écliptique.

## Compléments